# Cambria, Illinois
Cambria là một làng thuộc quận Williamson, tiểu bang Illinois, Hoa Kỳ. Năm 2010, dân số của làng này là 1228 người.

## Dân số
Dân số qua các năm:
- Năm 2000: 1330 người.
- Năm 2010: 1228 người.